# بريان كلوجمان
بريان كلوجمان (بالإنجليزية: Brian Klugman)‏ هو كاتب وكاتب سيناريو ومخرج وممثل أمريكي، ولد في 15 سبتمبر 1975 بفيلادلفيا في الولايات المتحدة.

## أعمال

### أفلام
- (2008) كلوفرفيلد[2]
- (2012) كلام[3]

### مسلسلات
- بونز
- رجال ماد
- التحقيق في موقع الجريمة
- كاسل
- هاوس

## وصلات خارجية
- بريان كلوجمان على موقع IMDb (الإنجليزية)
- بريان كلوجمان على موقع ألو سيني (الفرنسية)
- بريان كلوجمان على موقع أول موفي (الإنجليزية)
- بريان كلوجمان على موقع بوكس أوفيس موجو (الإنجليزية)
- بريان كلوجمان على موقع قاعدة بيانات الأفلام السويدية (السويدية)
- بريان كلوجمان على موقع قاعدة بيانات الفيلم (الإنجليزية)
- بريان كلوجمان على موقع كينوبويسك (الروسية)